# Nazionale maschile di rugby a 15 dell'Ecuador
La nazionale di rugby XV dell'Ecuador (Selección de rugby de Ecuador) è membro del Sudamérica Rugby dal 2011 ma ancora non è membro del World Rugby.